# République tchèque aux Jeux olympiques d'été de 2004
La République tchèque participe aux Jeux olympiques d'été de 2004 à Athènes en Grèce. 142 athlètes tchèques, 80 hommes et 62 femmes, ont participé à des compétitions dans 19 sports. Ils y ont obtenu neuf médailles : une d'or, trois d'argent et cinq de bronze.

## Médailles
| Médaille | Discipline         | Épreuve                            | Athlète                                                 | Performance | Date |
| -------- | ------------------ | ---------------------------------- | ------------------------------------------------------- | ----------- | ---- |
| Or       | Athlétisme         | Décathlon hommes                   | Roman Šebrle                                            |             |      |
| Argent   | Tir                | Pistolet 25 mètres femmes          | Lenka Hykova                                            |             |      |
| Argent   | Aviron             | Quatre de couple hommes            | David Kopriva - Tomas Karas - Jakub Hanak - David Jirka |             |      |
| Argent   | Voile              | Dériveur solitaire Europe (femmes) | Lenka Smidova                                           |             |      |
| Bronze   | Athlétisme         | Saut en hauteur hommes             | Jaroslav Bába                                           |             |      |
| Bronze   | Athlétisme         | Lancer du disque femmes            | Věra Pospíšilová-Cechlová                               |             |      |
| Bronze   | Tir                | Carabine 10 mètres femmes          | Kateřina Kůrková                                        |             |      |
| Bronze   | Canoë-kayak        | Canoë biplace hommes               | Jaroslav Volf - Ondrej Stepanek                         |             |      |
| Bronze   | Pentathlon moderne | Hommes                             | Libor Capalini                                          |             |      |